# 安妮-伊丽莎白·斯通
安妮-伊丽莎白·利·斯通（英語：Anne-Elizabeth Leigh Stone，1990年12月31日—）生于奥克拉荷马城，是一名美国女子击剑运动员，主攻佩剑。她最初练习芭蕾舞，10岁时开始改练击剑。一开始她练习的是重剑，后来父亲告诉她应该练习佩剑。她在家中三个孩子中排行老大，弟弟和妹妹也都练习击剑，且都进入普林斯顿大学，并加入该校击剑队。安妮在大学期间修读政治专业，2013年取得学士学位。